# Samuel S. Wagstaff, Jr.
Samuel Standfield Wagstaff Jr. (nacido el 21 de febrero de 1945) es un matemático e informático teórico estadounidense, cuyos intereses de investigación se encuentran en las áreas de la criptografía, la computación paralela y el análisis de algoritmos, especialmente algoritmos en teoría de números. Actualmente es profesor de ciencias de la computación y matemáticas en la Universidad Purdue y coordina el Proyecto de Cunningham, un proyecto de factorización de números de la forma bn ± 1, desde 1983. Es autor/coautor de más de 50 artículos de investigación, y de tres libros. Tiene un Número de Erdős de 1.

## Semblanza
Wagstaff obtuvo su bachiller universitario en ciencias en 1966 por el Instituto de Tecnología de Massachusetts. Su tesis doctoral se tituló "On Infinite Matroids" (Sobre Matroides Infinitos), obteniendo su doctorado en 1970 por la Universidad de Cornell.
Fue uno de los profesores fundadores del "Centro de Educación e Investigación en Aseguramiento y Seguridad de la Información" (CERIAS) en Purdue, así como de su precursor, el "Laboratorio de Tecnología de Seguridad, Auditoría y Operaciones Informáticas" (COAST).

## Publicaciones seleccionadas
- Con John Brillhart, D. H. Lehmer, John L. Selfridge, Bryant Tuckerman: Factorization of bn ± 1, b = 2,3,5,6,7,10,11,12 up to high powers, American Mathematical Society, 1983, 3rd edition 2002 as electronic book, Online text Archivado el 15 de febrero de 2005 en Wayback Machine.
- Cryptanalysis of number theoretic ciphers, CRC Press 2002
- Con Carlos J. Moreno: Sums of Squares of Integers, CRC Press 2005
- The Joy of Factoring, Student Mathematical Library (American Mathematical Society) 2013
- Wagstaff The Cunningham Project, Fields Institute, pdf file